# Ђото Суд (Венеција)
Ђото Суд (итал. Giotto Sud) је насеље у Италији у округу Венеција, региону Венето.
Према процени из 2011. у насељу је живело 68 становника. Насеље се налази на надморској висини од 0 м.